# Rolando de Lamare
Rolando de Lamare (Belém, 10 de novembro de 1888 — Rio de Janeiro, 20 de julho de 1963) foi um futebolista e médico brasileiro. Três vezes campeão pelo Botafogo em 1907, 1910 e 1912.
Rolando de Lamare descacou-se como jogador de futebol no Botafogo, clube que o levou para a Seleção Brasileira de Futebol em 1914.
Em 1912, formou-se em medicina na Universidade Federal do Rio de Janeiro. Virou professor universitário e médico especialista em urologia.

## Títulos
Botafogo
- Taça Caxambu: 1906
- Campeonato Carioca: 1907, 1910 e 1912
- Troféu Interestadual Rio-São Paulo: 1910

## Morte
Morreu em 1963, deixando cinco filhos.